# Madagaskar 2: Útěk do Afriky
Madagaskar 2: Útěk do Afriky (v anglickém originále Madagascar: Escape 2 Africa) je počítačem animovaný film z roku 2008. Film je pokračováním snímku Madagaskar z roku 2005. Filmu se režisérsky ujal Eric Darnell a Tom McGrath a producentem byla Mireille Soria. Filmu byl vytvořen ve studiu DreamWorks Animation SKG.
Hlasy postaviček v originále namluvili herci jako Ben Stiller, Chris Rock, Jada Pinkett Smith, David Schwimmer, Sacha Baron Cohen, Cedric the Entertainer a Andy Richter. Hudbu napsali Hans Zimmer a will.i.am.
Film byl uveden i v kinech IMAX a podle filmu byla vytvořena stejnojmenná počítačová hra.

## Děj
Jako mládě byl Alex (tehdy pod jménem Alakay) synem lva Zuby, krále smečky. Ačkoli se Zuba snaží Alakaye naučit být lovcem, ten má větší zájem o tanec, a tak je zajat pytláky, kteří na něj nastražili past. Alakaye zavřou do bedny a naloží do auta, jenže ta po cestě spadne do oceánu, a najdou ji až v New Yorku. Alakay je přejmenován na Alexe a je poslán do ZOO v Central Parku. Tam se seznámí se zebrou Martym, žirafou Melmenem a hrošicí Glorií.
V současné době se Alex (Ben Stiller), Marty (Chris Rock), Melmen (David Schwimmer), Glorie (Jada Pinkett Smith), šimpanzi Mason (Conrad Vernon) a Phil, tučňáci Skipper (Tom McGrath), Kowalski (Chris Miller), Private (Christopher Knight), Rico (John DiMaggio), a dokonce i lemuří král Jelimán (Sasha Baron Cohen) s Mauricem (Cedric the Entertainer) a Mortem (Andy Richter) snaží opravit letadlo a odletět zpět do New Yorku. Letadlo sice odstartuje, ale nouzově musí přistát v Africe. Tam jsou čtyři kamarádi ohromeni obrovskou kolonií jejich druhu. Alex se dozví, že našel rodiče, a stává se tedy nástupcem krále. Marty zapadá do stáda a je nadšený, že našel tolik zeber, které vypadají jako on. Hypochondr Melman se stává šamanem, a léčí ostatní, a Glorie přitahuje pozornost jednoho hrocha Mota Mota.
Mezitím se tučňáci pustili do opravy letadla. Ukradnou několik aut turistům, mezi nimiž byla bohužel i babička (z prvního dílu). Ta se ale nechce jen tak vzdát, a snaží se s ostatními přežít. Bohužel, život v Africe není tak báječný jak se ukázalo. Makunga, dlouholetý nepřítel Zuby, připomíná smečce, že Alex musí splnit tradiční rituál na vzetí do smečky. Alex si ale myslí, že jde o taneční soutěž (ve skutečnosti jde ale o boj). Alex v souboji prohraje, a tak je podle pravidel vykázán ze smečky. Zuba, jako král smečky je zodpovědný za vyloučení, jenže jako jeho otec to neudělá. Vzdá se své pozice krále a na jeho místo nastoupí Makunga. A ten jako nový král vykáže Alexe i jeho rodiče.
Marty mezitím zjistí, že je stejný jako ostatní a není na něm nic výjimečného. Melman je šťastný, ale jen do doby než zjistí, že stejné příznaky jako má on, měli i předchozí šamani, kteří zemřeli. Mezitím zjistí, že Glorie jde na rande s Motem Motem a uvědomí si, že musí Glorii konečně říct, že ji miluje. Ta si ale po Melmenovém vyznání rychle uvědomí, že Moto Moto ji chtěl jen kvůli jejímu mohutnému tělu.
Další den zvířata propadnou v paniku, protože jejich jediné jezero vyschne. Alex a jeho otec se to dozví, a jdou hledat místo, kde se voda zasekla. Král Jelimán ostatní přesvědčí, že když donesou bohům oběti nahoru na sopku, pošlou jim vodu. Melmen, znechucen svým životem, se obětuje. Glorie ho ale v pravý čas zachrání a přesvědčí ho, že on je ta pravá láska pro ni.
Mezitím ale skupinka New Yorčanů v čele s babičkou zajmou Alexe a chtějí si ho upéct jako potravu. Jeho otec se ho pokusí zachránit, ale marně. Alexovi se podaří je zachránit tancem a kroky, které jeho New Yorčany znají. Poznají v něm jejich krále, lva Alexe.
Tučňákům a šimpanzům se mezitím podaří opravit letadlo a s jeho pomocí se pokusí rozbít hráz, kterou postavili obyvatelé New Yorku. Mezitím se ale pronásledovaný Mort objeví nahoře na sopce, kde stále marně čeká Jelimán s Mauricem na vodu. Morta ale pronásleduje žralok, který nechtěně spadne do sopky. Alexovi a jejím kamarádům se zatím podaří rozbít hráz, a voda se znovu začne rozlévat do jezera. Jelimán si myslí, že je to způsobené obětí (žralokem).
Makunga je shozen z pozice krále, a na jeho místo má nastoupit Alex. Ten však řekne, že bude vládnout on i jeho otec. Film končí tak, že hlavní šéf tučňáků Skipper, se vydává na svatební cestu s panenkou z letadla, a odletí spolu s množstvím drahokamů pryč. Alex, Marty, Melmen i Glorie zůstávají spolu s lemury v Africe.